# 碧潋楼
碧潋楼，位于中国广东省惠州市惠阳区淡水镇，为惠州市惠阳区文物保护单位，类型为古建筑，公布时间为2004年。
碧潋楼的历史年代为清代。